# Dniéper
|  | Aquest article tracta sobre el riu. Vegeu-ne altres significats a «Dniprò». |

El Dniéper, Dnepr, Dniapró, Dniprò o bé Özü és el quart riu més llarg d'Europa i el riu més important d'Ucraïna. Neix a Rússia (on es diu Dniéper), a l'altiplà o planell de Valdai, prop de Botxarovo (Бочарово), a l'óblast de Smolensk, passa per Belarús (on passa a dir-se Dniapró) i Ucraïna (on es diu Dniprò) i desaigua a la mar Negra, al nord de Crimea (on els tàtars l'anomenen Özü).
La desembocadura és a prop del port d'Otxàkiv, entre les províncies ucraïneses de Mikolaiv i de Kherson i al nord de Crimea. De fet, comparteix un estuari de tipus liman que es diu Liman Dniprovski amb el Buh Meridional. És el quart riu més llarg d'Europa, amb una llargada de 2.285 km, 485 km dels quals travessen Rússia, 595 km Belarús i 1.095 km Ucraïna. La seva conca cobreix 504.000 quilòmetres quadrats, dels quals 289.000 km² són a Ucraïna.
El seu nom antic fou Borístenes (Borysthénes en grec; Borysthenes en llatí), i més tard Dànapris (del que va derivar Dniéper, Dniprò i Dniapró) i els seus afluents principals es deien Hípanis (Bug) i Pantícapes.

## Etimologia
El Dniéper neix a les altures de la meseta de Valdai, 250 quilòmetres a l'occident de Moscou, a la Rússia central.
El nom «Dniéper» es deriva de la paraula del Sàrmata Dānu «el riu a la part posterior». Als tres països té essencialment el mateix nom, no obstant pronunciat de manera diferent. El riu és esmentat per l'historiador Heròdot de l'antiga Grècia en el  com «Borysthenes» (Βορυσθένης, Boristenes); l'historiador grec i els autors romans el van anomenar Dànapris (Δάναπρις) i Dànaper respectivament —Δανα (dana) significa «riu» en persa antic. Va ser la frontera natural de dos pobles units al principi que es van separar després, els ostrogots i els visigots, entre principis i mitjans del .
El seu antic nom eslau, usat en temps del Rus de Kíev era Slavútich «l'eslau (riu)»; els huns el van anomenar Var, i els búlgars Buri-Chai.

## Tributaris

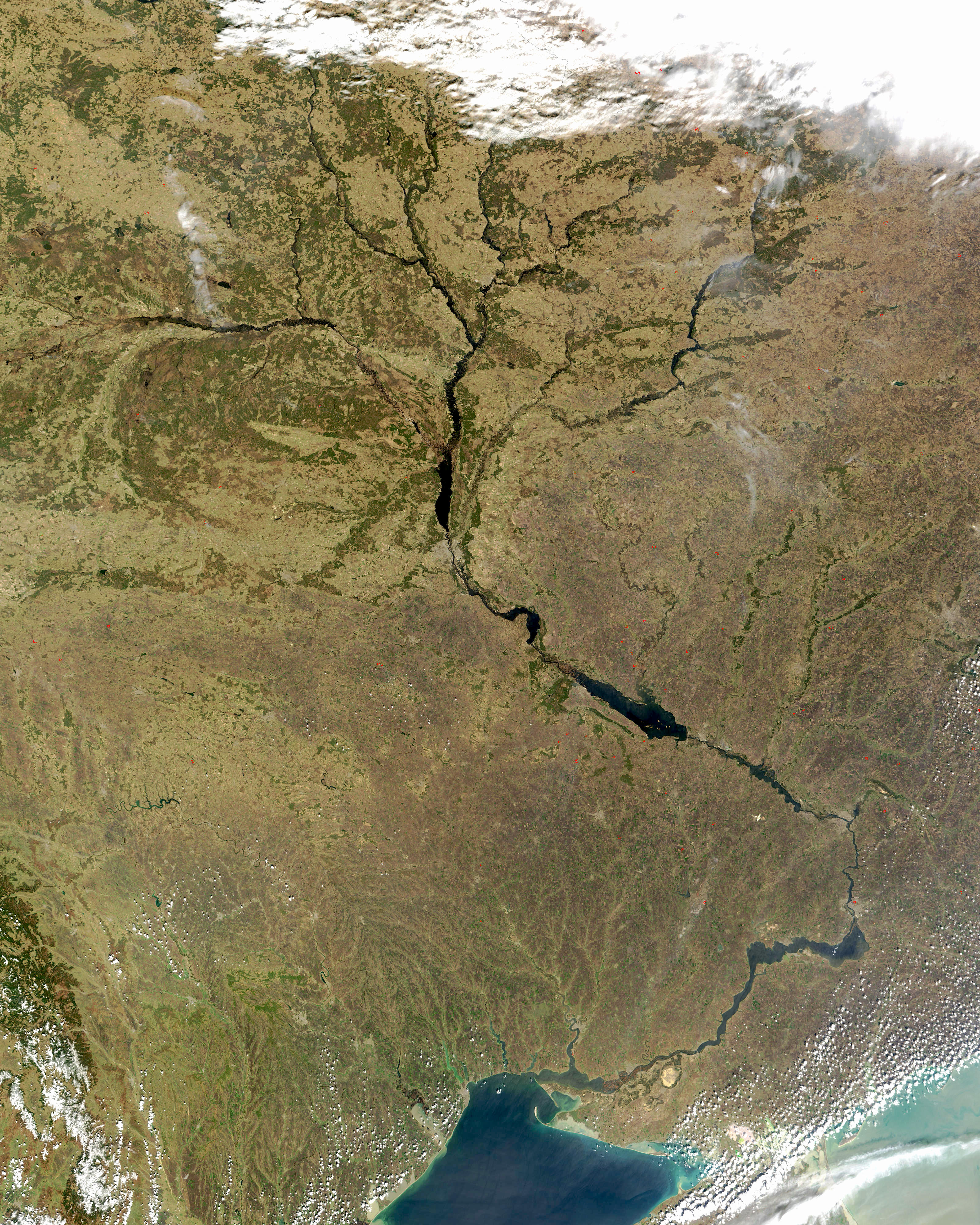
Imatge satèl·lit de la conca del Dniéper.

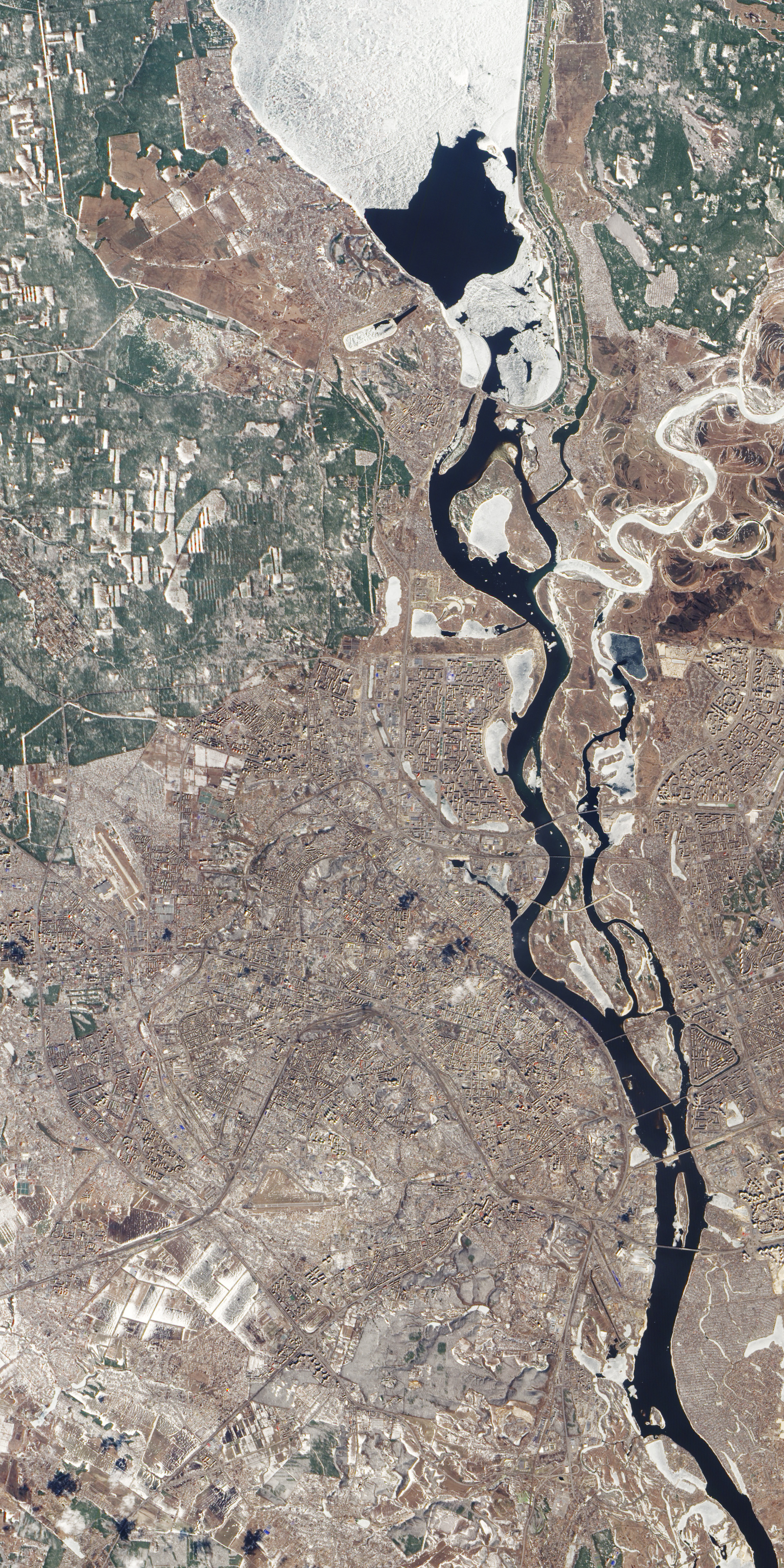
Desglaç de primavera al Dniéper, a dalt es veu l'embassament de Kíiv, i al centre, a les dues ribes, hi ha la ciutat de Kíiv.

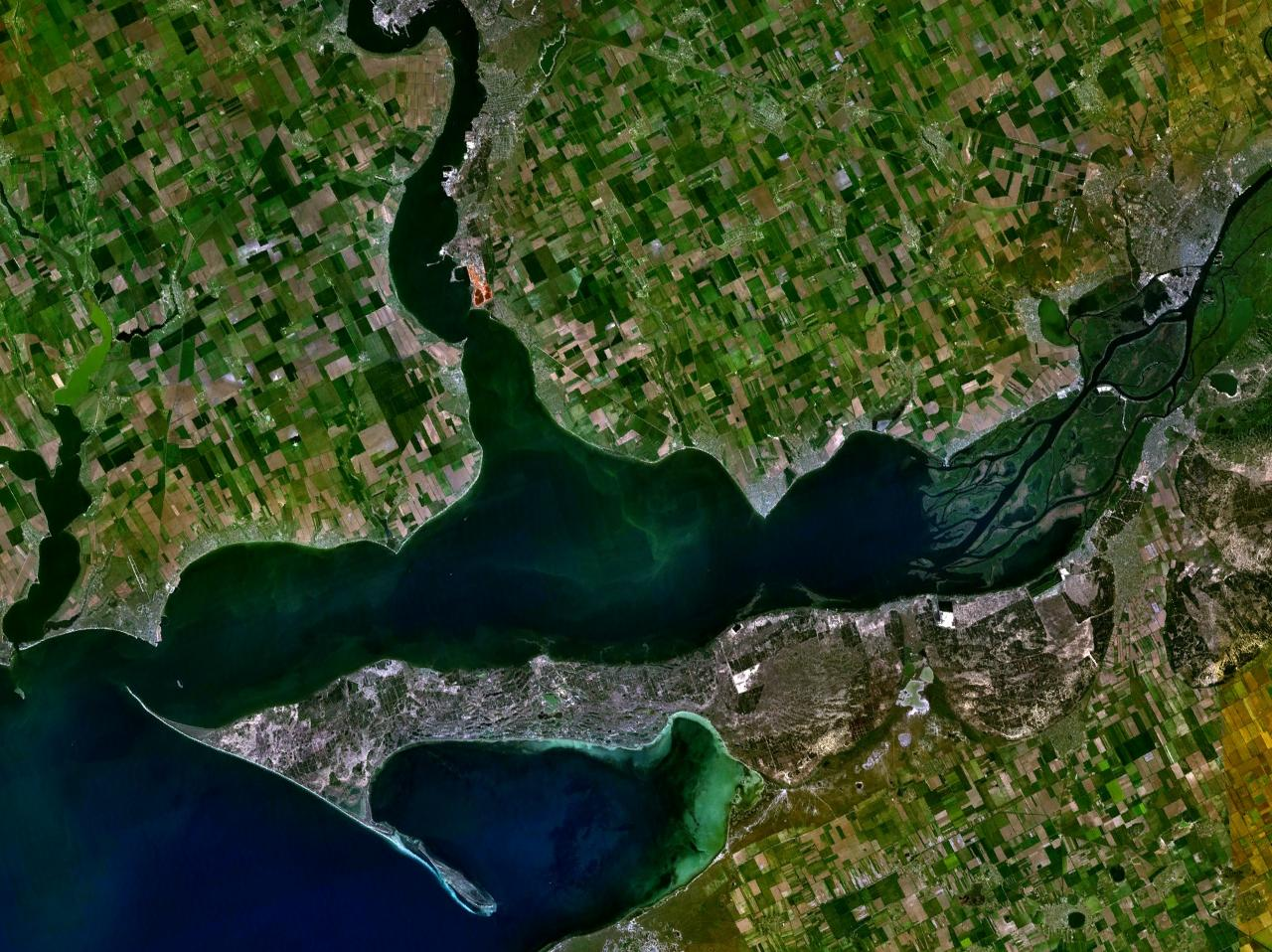
Imatge satèl·lit dels límans del Dniéper i del Buh Meridional a la seva desembocadura a la mar Negra

El riu Dniéper té molts tributaris, alguns dels més importants són, en seqüència orogràfica (D = afluent que entra de la dreta; E = afluent que entra de l'esquerra):
- Riu Druts o Drut (belarús: Друць, D, 295 km)
- Biarézina o Berézina (belarús: Бярэ́зіна, D, 613 km)
- Riu Soj (belarús i rus: Сож, E, 648), forma una frontera natural d'uns 20 km entre Belarús i Ucraïna.
- Riu Prípiat o Prípiats (ucraïnès: При́п'ять, Prýpiat, belarús: Пры́пяць, Prýpiats, D, 775 km), compartit amb Belarús, passa per la ciutat abandonada del mateix nom (Vegeu Prípiat, Txornòbil i Accident de Txornòbil).
- Tèteriv (Те́терів, D, 365 km), neix al poble de Nossivka (Носівки) i travessa les óblasts de Jitòmir i de Kíiv i desemboca a l'embassament de Kíiv.
- Riu Irpín (ucraïnès: Ірпі́нь, D, 162 km), desemboca a l'embassament de Kíiv després de regar la ciutat d'Irpín (Ірпíнь).
- Riu Desnà (Десна́, E, 1130 km, 591 a Ucraïna). Aquest afluent esquerre del Dniprò neix a Rússia, a l'altiplà de Smolensk, i passa per les óblasts russes de Smolensk i Briansk, i després les óblasts ucraïneses de Txerníhiv i Kíiv. Desemboca al Dniprò a l'altura de la ciutat de Kíiv. El nom vol dir "mà dreta", tant en ucraïnès antic o antic eslau oriental, com en ucraïnès modern.
- Stuhna (ucraïnès: Стугна, D, 68 km), banya les ciutats de Vassilkiv (Васильків) i Obúkhiv (Обу́хів).
- riu Trubíj (Трубі́ж, Труба́йло, 113 km), afluent esquerre del riu Dniéper, banya la ciutat de Pereiàslav.
  - Íltitsia (І́льтиця, també Альта, Altà, D, 46 km), afluent dret del riu Trubíj.
  - Riu Nedra (Недра, E, 61 km), afluent esquerra del riu Trubíj.
- Riu Ros′ (Рось, D, 346 km), tributari dret del Dniéper, neix al poble d'Ordintsi (Ординці), província de Vínnitsia, i travessa també les óblasts de Kíiv i Txerkassi abans de desembocar a l'embassament de Krementxuk.
- Riu Supii (ucraïnès: Супій, E, 130 km), irriga la ciutat de Iahotín (Яготи́н), a l'óblast de Kíiv.
- Riu Tiasmýn (ucraïnès: Тясмин, D, 161 km), passa per les óblasts de Kirovohrad i Txerkassi.
- Riu Sula (Су́ла, E, 310 km), neix al poble de Sula, a la província de Sumi, i travessa també la província de Poltava abans d'entrar a l'embassament de Krementxuk (Кременчу́к). El riu Udai (Уда́й, 327 km) és, al seu torn, tributari del riu Sula.
- Riu Psel, Psiol o Pslo (ucraïnès: Псел, Псьол, Псло, Psel, Psiol, Pslo; rus: Псёл, Psiol; E, 717 km, 502 pel territori d'Ucraïna), neix a l'oblast de Bélgorod, Rússia, i passa per les óblasts de Sumi i Poltava a Ucraïna. Desemboca al Dniéper a Kremetxuk (Кременчу́к).
- Vorskla (ucraïnès i rus: Во́рскла, E, 464 km, 336 a Ucraïna), tributari esquerre del Dniéper, neix a l'óblast de Bélgorod, Rússia, i passa per les óblasts de Sumi i Poltava, a Ucraïna. Desemboca al Dniéper prop del poble de Svitlohirske (Світлогі́рське).
- Riu Orill (ucraïnès: Оріль, E, 346 km), passa per les óblasts de Khàrkiv, Poltava i Dnipropetrovsk.
- Samara o Samar (Сама́ра, Самар, Самарь, Samara, Samar, Samar', E, 311 km), neix a l'óblast de Donetsk i travessa també les óblasts de Khàrkiv i Dnipropetrovsk
- Riu Kinska, Kinski, Kinka, Konka o Yilki Su (ucraïnès: Кінська, Кінські води, Кінка, Конка; tàtar de Crimea: Yilki Su, que vol dir: "Aigua de cavalls feréstecs", E, 149 km), rega la província de Zaporíjia i les ciutats de Polohi (Пологи) i Oríkhiv (Оріхів).
- Riu Bilozerka (ucraïnès: Білозе́рка, E).
- Riu Bazavluk (ucraïnès: Базавлук, D, 150 km), passa per la província de Dnipropetrovsk.
- Riu Inhulets o Petit Inhul (Інгуле́ць o Ма́лий Інгу́л, Malyi Inhul, D, 549 km). Afluent dret del Dniéper, passa per Oleksandria (Олександрія), Kriví Rih (Кривий Ріг), província de Dnipropetrovsk, i per la ciutat d'Inhulets (Інгулець), el poble d'Inhulets i el poble de Snihúrivka (Снігурівка).

## Canals
Hi ha diversos canals connectats al Dniéper:
- El canal Dniéper – Donbàs;
- El canal Dniéper – Kriví Rih;
- El canal de Kakhovka (al sud-est de la regió de Kherson);
- El sistema de reg de Krasnoznamianka al sud-oest de la regió de Kherson;
- El canal de Crimea del Nord resoldrà en gran part el problema de l'aigua de la península, especialment a l'àrid nord i est de Crimea;
- El sistema de reg Inhulets.

## Municipis al pas de riu

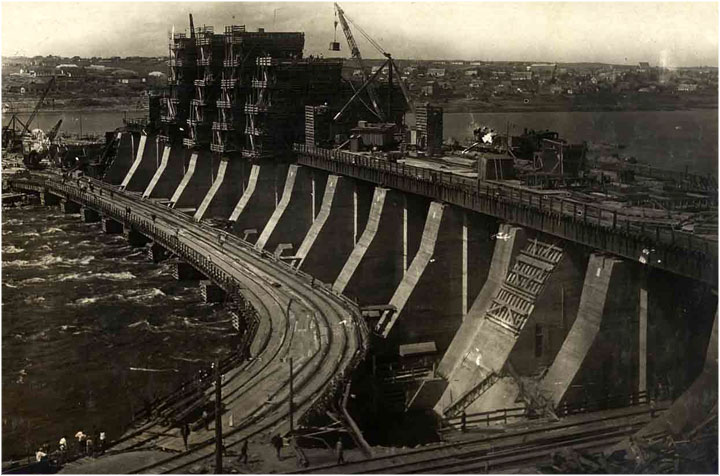
Construcció de l'embassament de Dniprovsk (imatge del 1934).

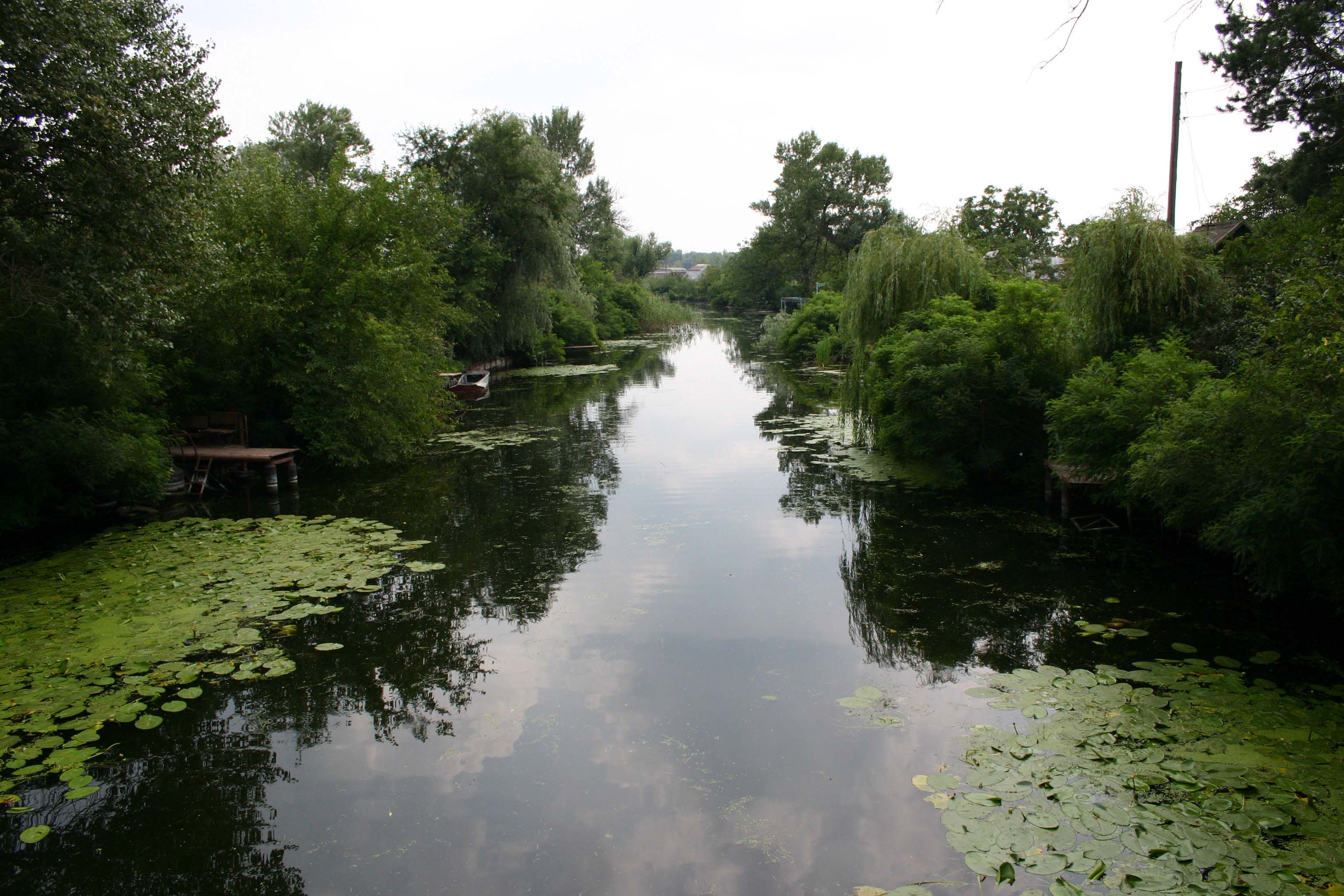
Ramificació del Dniéper al seu delta, prop de Kherson.

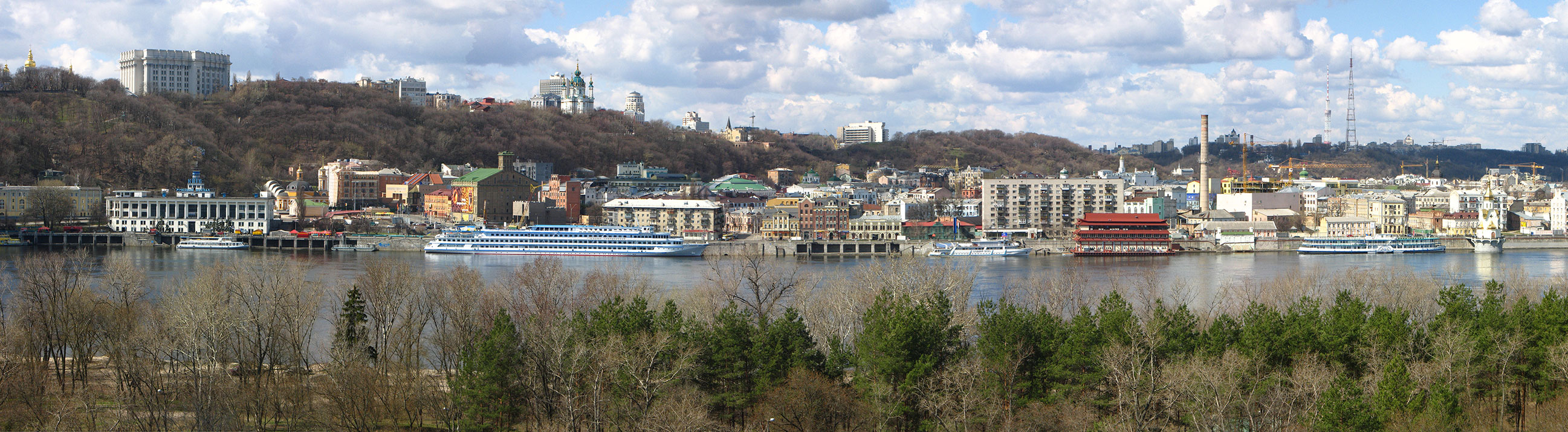
Dniprò a Kíiv, riba amb vaixells.

La seva importància en les comunicacions, com també l'aprofitament hidroelèctric i per a regadiu, ha donat un gran desenvolupament a les nombroses ciutats que el voregen. Entre els municipis emplaçats a la vora del riu es troben, indicats en ordre d'aparició des de l'origen a Rússia fins a la desembocadura a Ucraïna:

### Rússia
- Dorogobuj
- Smolensk

### Belarús
- Vorxa o Orxa (Во́рша, О́рша)
- Xklou (Шклоў)
- Mahiliou (Магілёў)
- Byxau (Бы́хаў)
- Rahatxou (Рагачо́ў)
- Jlóbin (Жло́бін)
- Rétxytsa (Рэ́чыца)
- Lóieu (Ло́еў)

### Ucraïna
- Víxhorod (Ви́шгород)
- Kíiv
- Kàniv
- Txerkassi
- Krementxuk
- Kamianske
- Dniprò
- Zaporíjia
- Màrhanets
- Níkopol
- Enerhodar
- Kàmianka-Dniprovska
- Nova Kàkhovka
- Kherson

## Embassaments i centrals hidroelèctriques[6]
Al seu pas per Ucraïna, el Dniéper s'usa per produir electricitat en una sèrie de centrals, anomenades "cascada de centrals hidroelèctriques del Dniéper" (Каскад гідроелектростанцій на Дніпрі, Kaskad hidroelektrostantsii na Dniprí, també Дніпро́вський каска́д ГЕС, Dniprovskyi kaskad HES), que corresponen als 6 embassaments del Dniéper: 
| Ubicació   | Presa                     | Superfície de l'embassament | Estació hidroelèctrica                 | Data de construcció |
| ---------- | ------------------------- | --------------------------- | -------------------------------------- | ------------------- |
| Kíiv       | embassament de Kíiv       | 922 km²                     | Estació hidroelèctrica de Kíiv         | 1960–1964           |
| Kàniv      | embassament de Kàniv      | 675 km²                     | Estació hidroelèctrica de Kàniv        | 1963–1975           |
| Krementxuk | embassament de Krementxuk | 2.250 km²                   | Estació hidroelèctrica de Krementxuk   | 1954–1960           |
| Kamianske  | embassament de Kamianske  | 567 km²                     | Estació hidroelèctrica del Dniéper mig | 1956–1964           |
| Zaporíjia  | embassament de Dniprovsk  | 420 km²                     | Estació hidroelèctrica del Dniéper     | 1927–1932; 1948     |
| Kakhovka   | embassament de Kakhovka   | 2.155 km²                   | Estació hidroelèctrica Kakhovka        | 1950–1956           |

Vegeu un mapa de la "cascada de centrals hidroelèctriques del Dniéper" a la pàgina de Encyclopedia of Ukraine (anglès)

## Navegació
Gairebé 2.000 km del riu són navegables, fins a la ciutat de Dorogobuzh. El Dnieper és important per al transport a Ucraïna i, per tant, per a la seva economia: Els seus embassaments compten amb grans rescloses per a vaixells, que permeten que vaixells de fins a 270 x 18 m accedeixin fins al port de Kíev, per la qual cosa són un important corredor de transport. El riu és utilitzat també per vaixells de passatgers. Els creuers interiors pels rius Danubi i Dnieper han tingut un mercat creixent en les últimes dècades.
Aigües amunt de Kíev, el Dnieper rep les aigües del riu Pripyat. Aquest riu navegable connecta amb el canal Dniéper-Bug, l'enllaç amb el riu Bug. Històricament, era possible una connexió amb les vies fluvials d'Europa Occidental, però un assut sense resclosa per a vaixells prop de la ciutat de Brest a Belarús, ha interromput aquesta via fluvial internacional. Les males relacions polítiques entre Europa Occidental i Belarús fan poc probable la reobertura d'aquesta via fluvial en un futur proper. La navegació fluvial s'interromp cada any per les gelades i les fortes tempestes hivernals.

## Galeria d'imatges

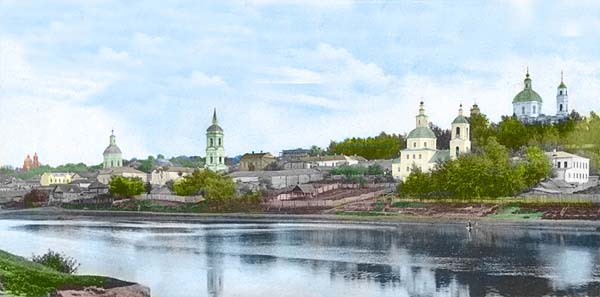
El Dniéper al seu pas per Dorogobuj, Rússia, abans del 1917.
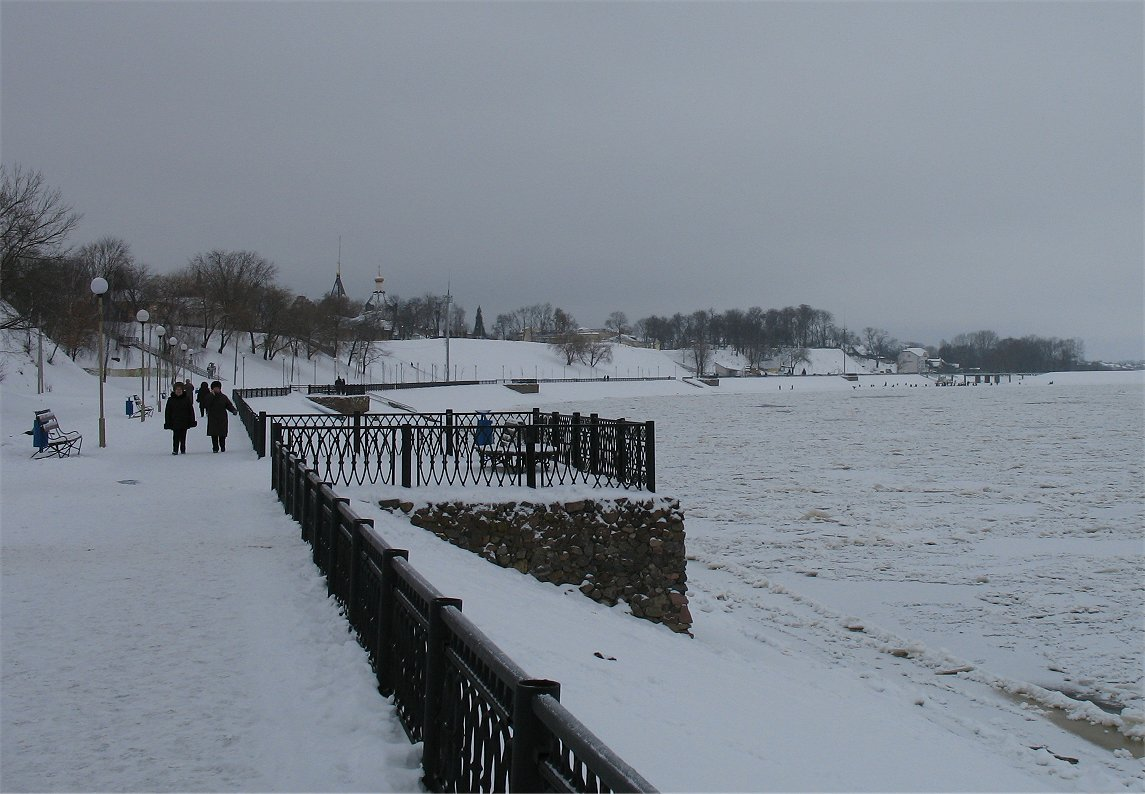
El Dniéper congelat al seu pas per Rétxitsa (Рэ́чыца), Rússia.
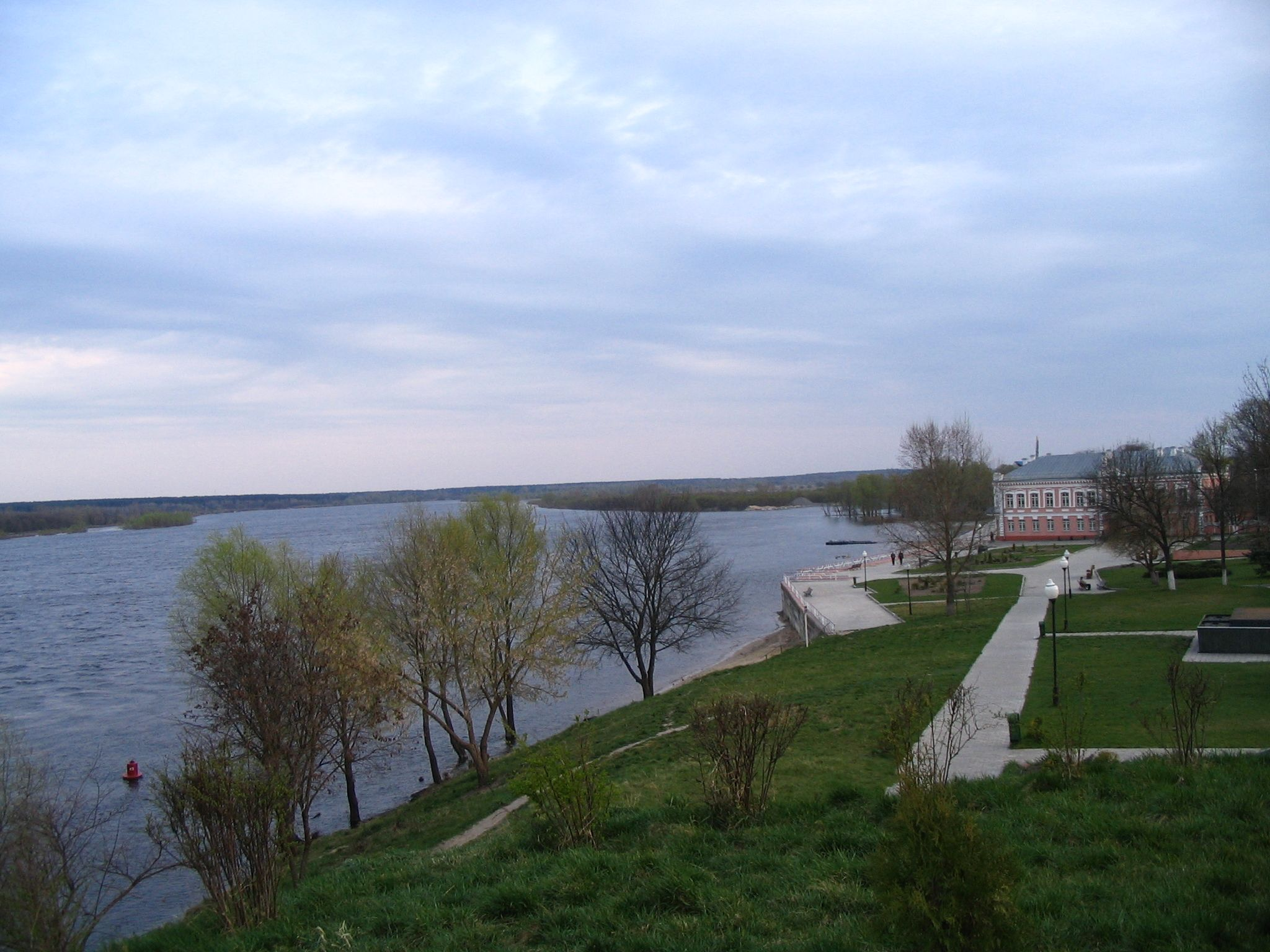
El Dniapró i dic a Lóieu (Ло́еў), Belarús.
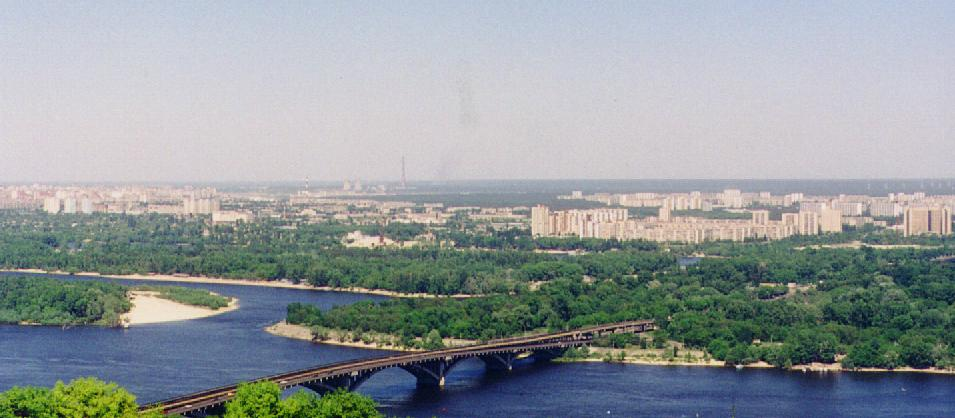
Vista de la riba esquerra de Kíiv i l'illa-platja "hidropark" des del monestir de les Coves.
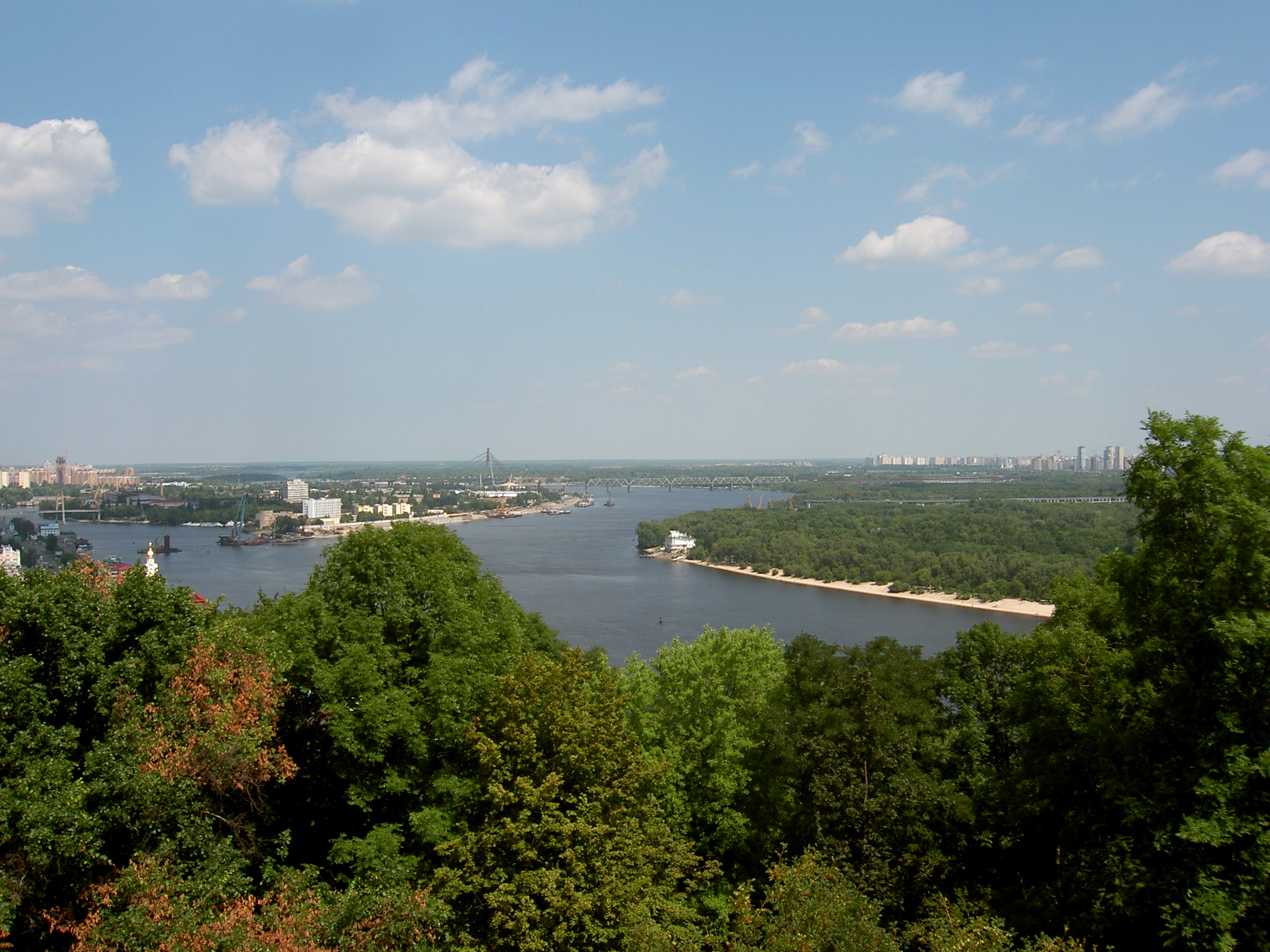
El Dniéper al seu pas per Kíiv.
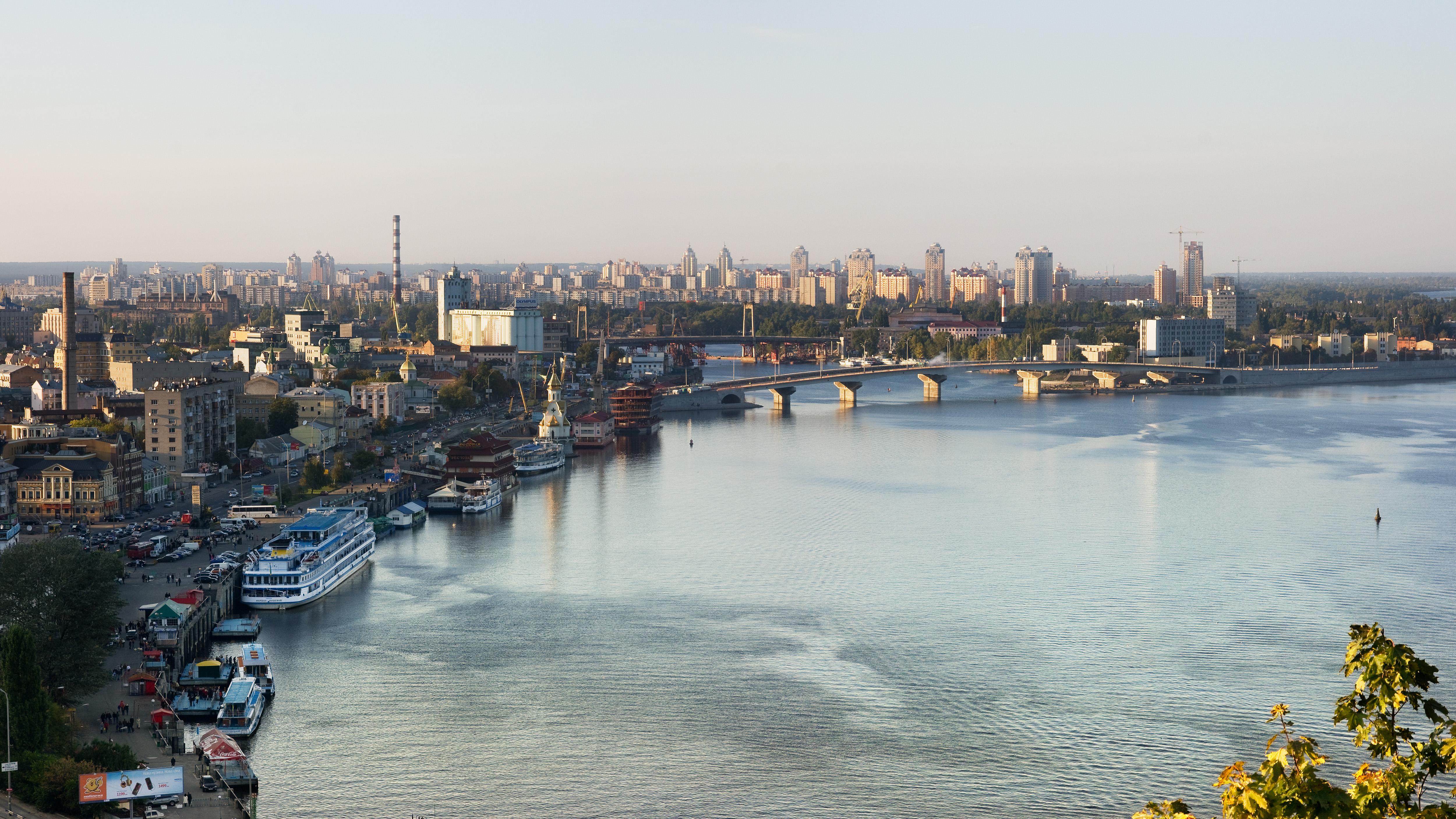
Riba del Dniéper a Kíiv.
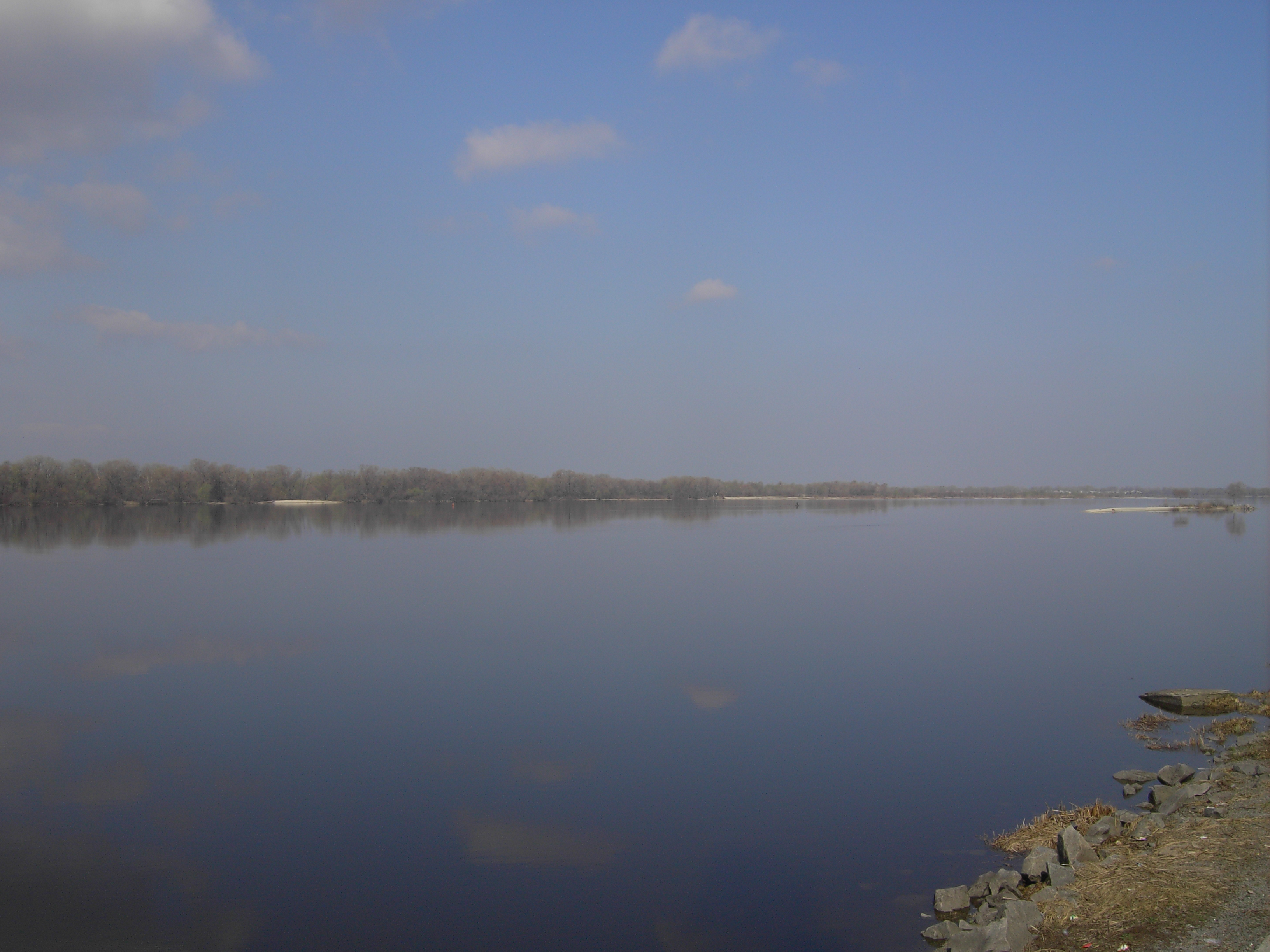
El Dniéper a Krementxuk.
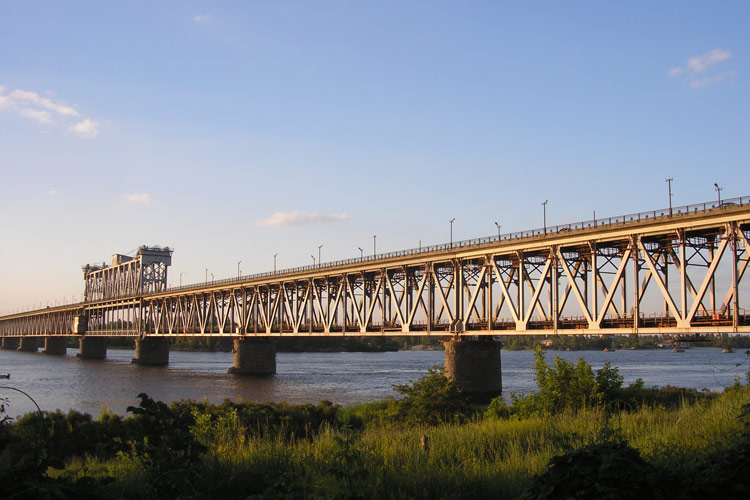
Pont de Kriukov a Krementxuk.
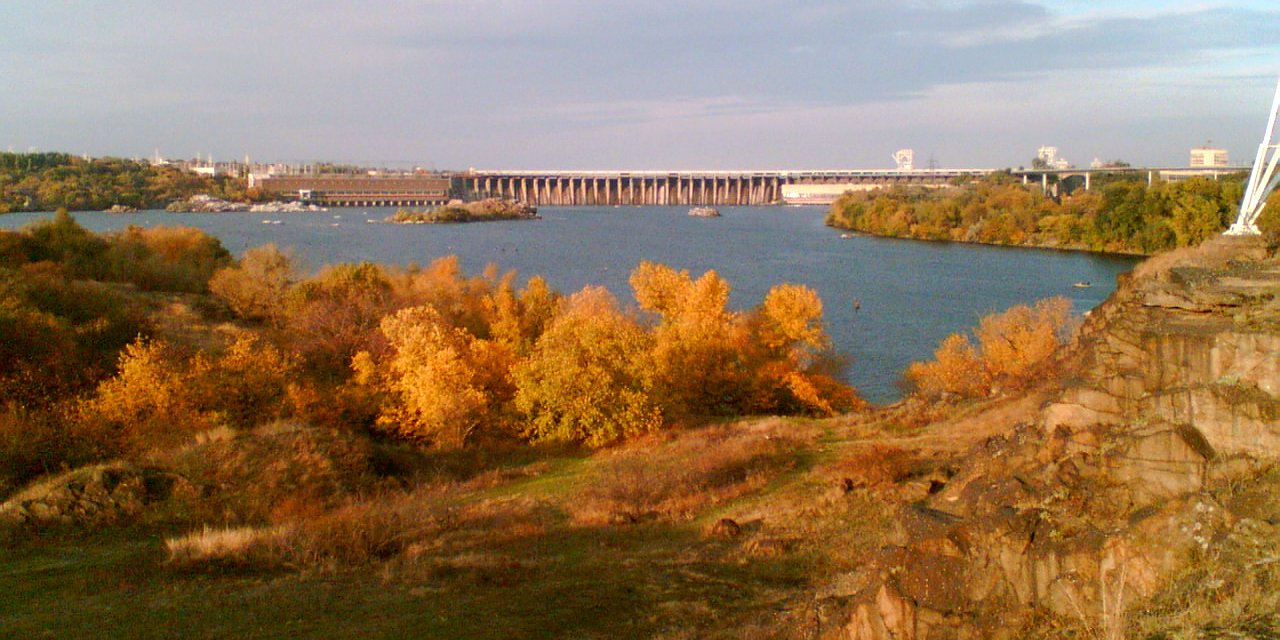
La presa del DniproHES vista des de l'illa de Khórtitsia (Хо́ртиця).
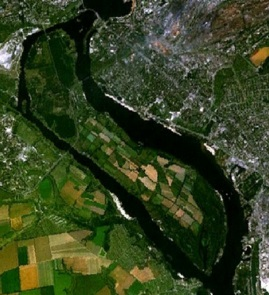
L'illa de Khórtitsia, a la ciutat de Zaporíjia, des de l'espai.
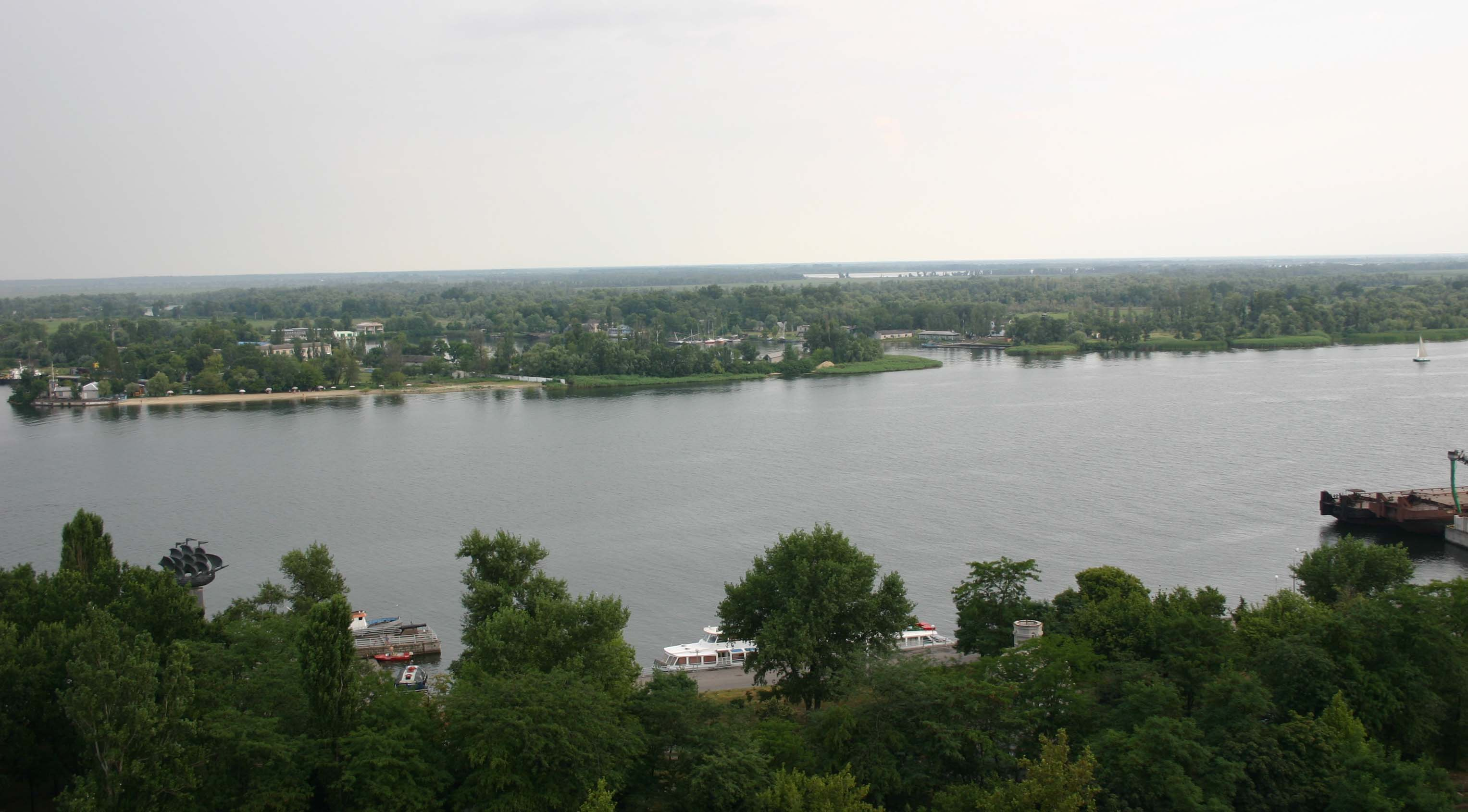
El Dniéper a Kherson, prop de l'estuari.